# HD 2490
HD 2490，又名CD-40 93，SAO 215103、HR 109，是一颗恒星，视星等为5.43，位于銀經321.94，銀緯-76.35，其B1900.0坐标为赤經0h 23m 30.7s，赤緯-40° -76.35′ 2″。